# Nototodarus sloanii
Nototodarus sloanii is een inktvissensoort uit de familie van de Ommastrephidae. De wetenschappelijke naam van de soort is voor het eerst geldig gepubliceerd in 1849 door Gray.